# Wipkingen
Wipkingen ist ein Quartier der Stadt Zürich. Die ehemals selbständige Gemeinde Wipkingen wurde 1893 eingemeindet und bildet heute zusammen mit Höngg den Kreis 10. Sein zürichdeutscher Name ist Wi(c)kinge, daneben auch Wipchinge.

## Wappen
Blasonierung
In Gold ein schwarzes Hufeisen
Das Wipkinger Wappen erscheint zuerst um 1670 in einer Gemeindescheibe, hier ist das Hufeisen stahlfarben (grau) gehalten.
1693 ist das Hufeisen dann schwarz dargestellt, überhöht durch das rote Kreuz der Probstei Grossmünster. Im 18. Jahrhundert wurden teilweise andere Wappenformen mit einem Hauszeichen oder Tatzenkreuz verwendet. Ab etwa 1837 setzte sich das schwarze Hufeisen im goldenen Feld als Gemeindewappen durch, mit der Eingemeindung von 1893 wurde es zum Quartierwappen.

## Geschichte

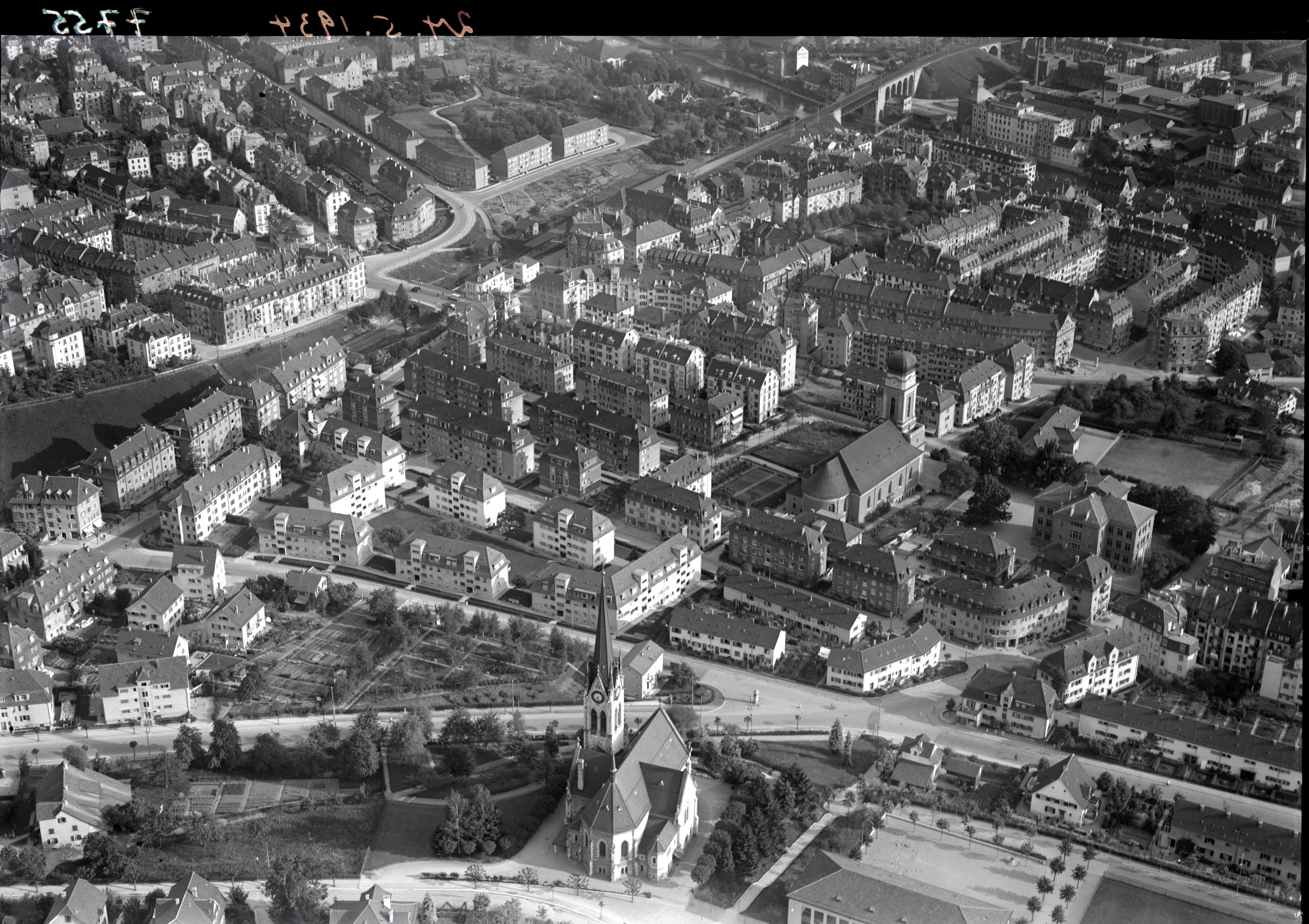
Luftbild von Walter Mittelholzer (1934), mit reformierter (unten) und katholischer (Mitte) Kirche

Luftbild von Walter Mittelholzer (1932), damaliges Kirchgemeindehaus (von Vogelsanger & Maurer; zukünftig als «Haus der Diakonie» genutzt) und Reste des Bauerndorfs (später der Rosengartenstrasse zum Opfer gefallen)

Der Name «Wipkingen» geht auf den aus dem Ortsnamen erschliessbaren alemannischen Siedlungsgründer Wibicho zurück. Der Ortsname findet sich erstmals im Jahr 881 als  Wibichinga bezeugt, als Kaiser Karl der Dicke das Lehen des Fraumünsters seinem Getreuen Wolfgrim vergab. Er bedeutet ursprünglich «Siedlung der Leute des Wibicho». Heute erinnert die Wibichstrasse im oberen Teil des Quartiers an Wibicho.
Eines der wenigen erhaltenen Häuser aus der Zeit als Bauerndorf ist die Alte Trotte.

### Eingemeindung

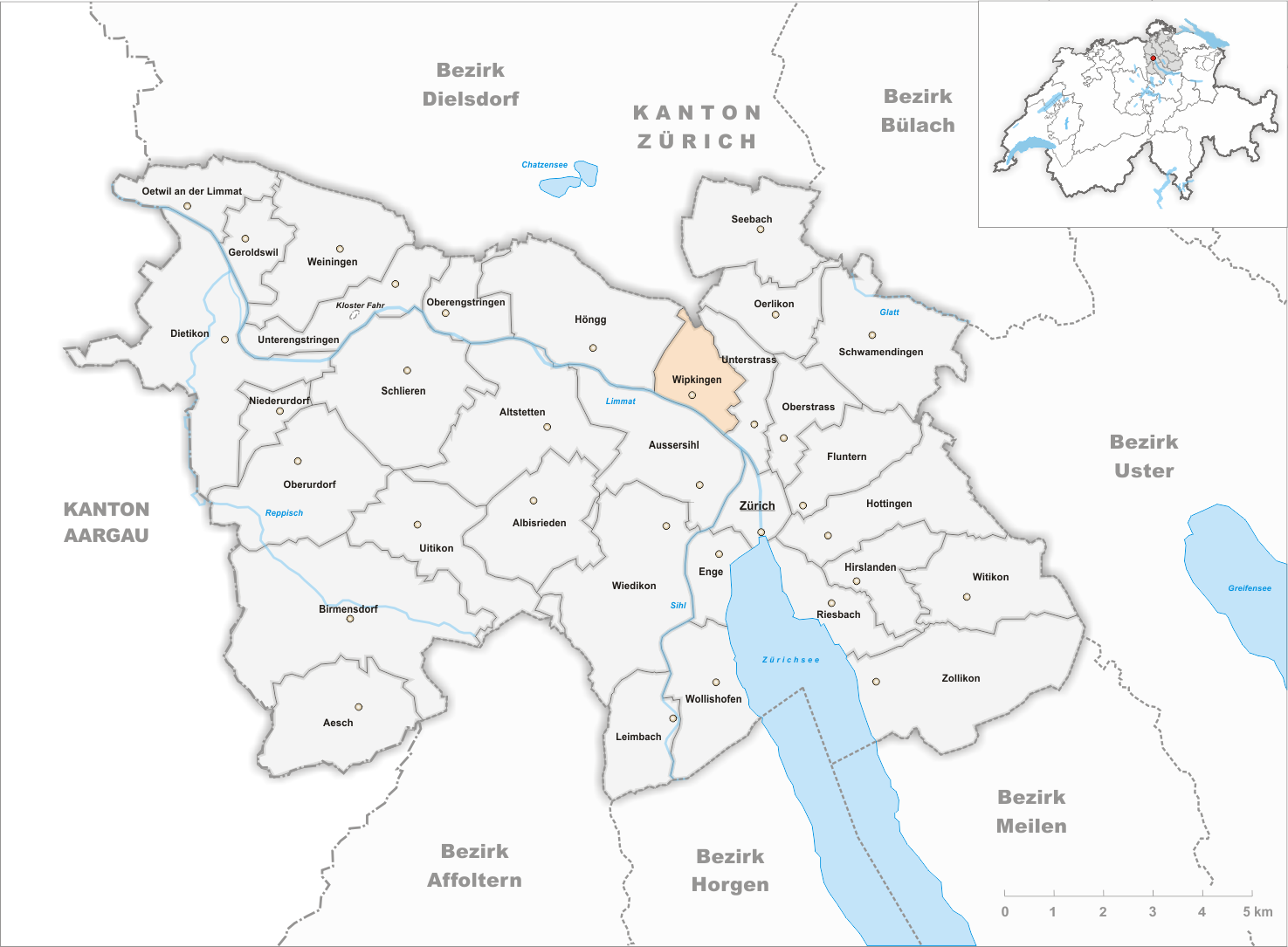
Die Gemeinde innerhalb des Bezirks Zürich vor der Eingemeindung 1893

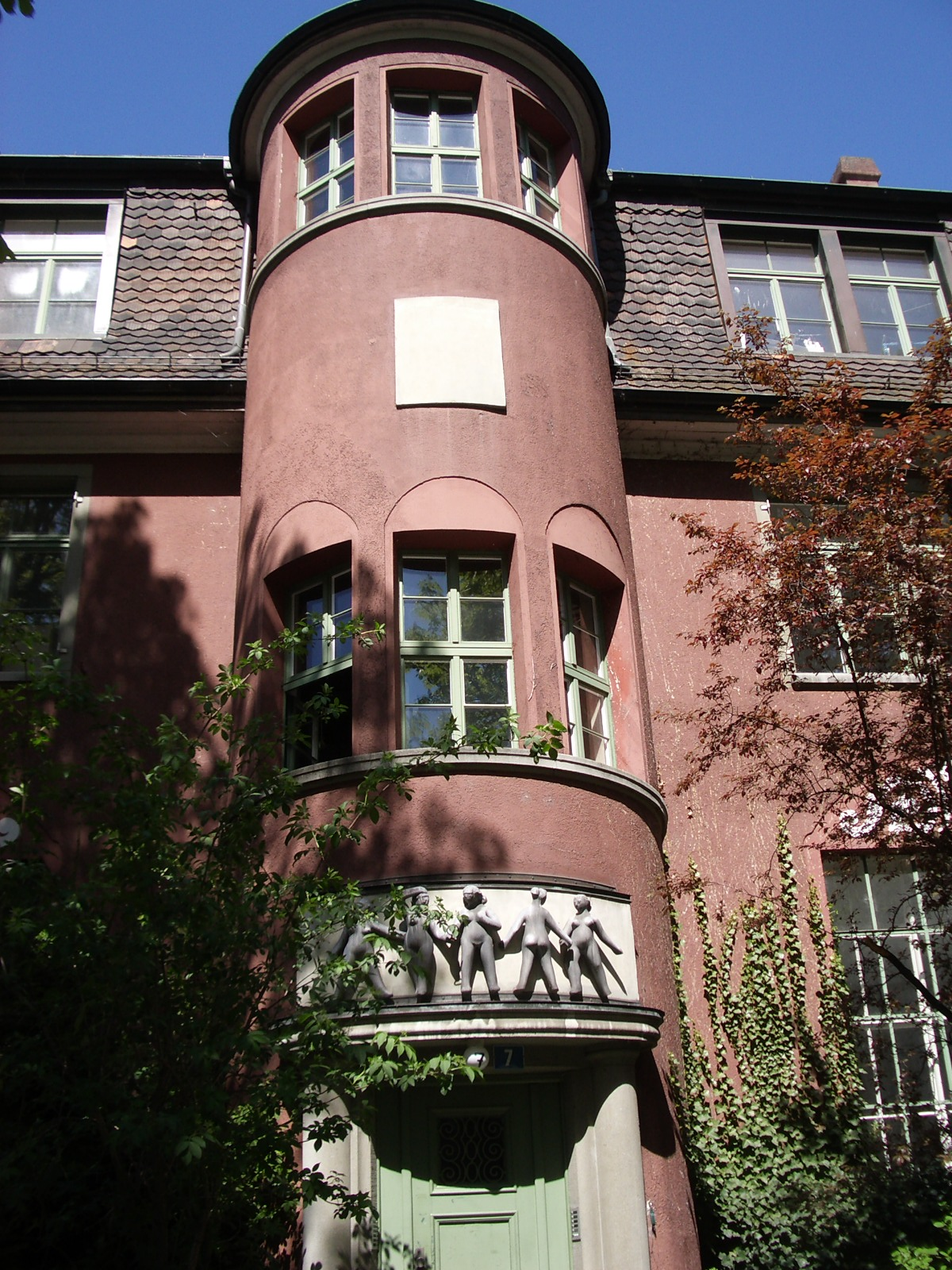
Spielweg: Künstlerhaus der Stadt Zürich, Baujahr 1924–25

1893 wurden die Gemeinde Wipkingen und zehn weitere selbständige Gemeinden Teil der Stadt Zürich. Die Stadt und die neuen elf Gemeinden wurden in fünf Stadtkreise (I bis V) eingeteilt. Wipkingen bildete zusammen mit Oberstrass und Unterstrass den Stadtkreis IV.
Die Einteilung der ursprünglichen fünf Stadtkreise wurde 1913 revidiert und es wurden durch die Dreiteilung des Stadtkreises III und die Zweiteilung des Stadtkreises V, neu acht Stadtkreise (1 bis 8) gebildet. Dadurch wurde der Kreis IV umnummeriert und Wipkingen lag neu im Stadtkreis 6.
Mit der zweiten Eingemeindung von 1934 kamen acht weitere Gemeinden zur Stadt hinzu, welche in den neuen Stadtkreisen 9 bis 11 zusammengefasst wurden, während die alten Stadtkreise bis auf zwei Ausnahmen unverändert gelassen wurden: die neue Gemeinde Witikon wurde dem bereits bestehenden Kreis 7 zugeordnet, als einzige der alten Gemeinden musste Wipkingen den Kreis wechseln und wurde zusammen mit Höngg dem neuen Stadtkreis 10 zugeordnet.

### Zweiter Weltkrieg
Im Zweiten Weltkrieg war Fritz Bäumle reformierter Pfarrer in Wipkingen. 1941 stimmte eine von ihm und dem Seebacher Pfarrer Paul Vogt einberufene Versammlung einstimmig für den kritischen Umgang mit Nazi-Propaganda in der Schweiz und gegen die Zensur an Karl Barth und Arthur Frey. Bis 1945 versammelten sich sieben Mal zwischen 400 und 500 protestantische Theologen in Wipkingen und berieten Flüchtlingshilfe und die Haltung zum Krieg.

## Bevölkerungsentwicklung des Quartiers
Quelle: Statistik & Daten: Wipkingen

## Infrastruktur

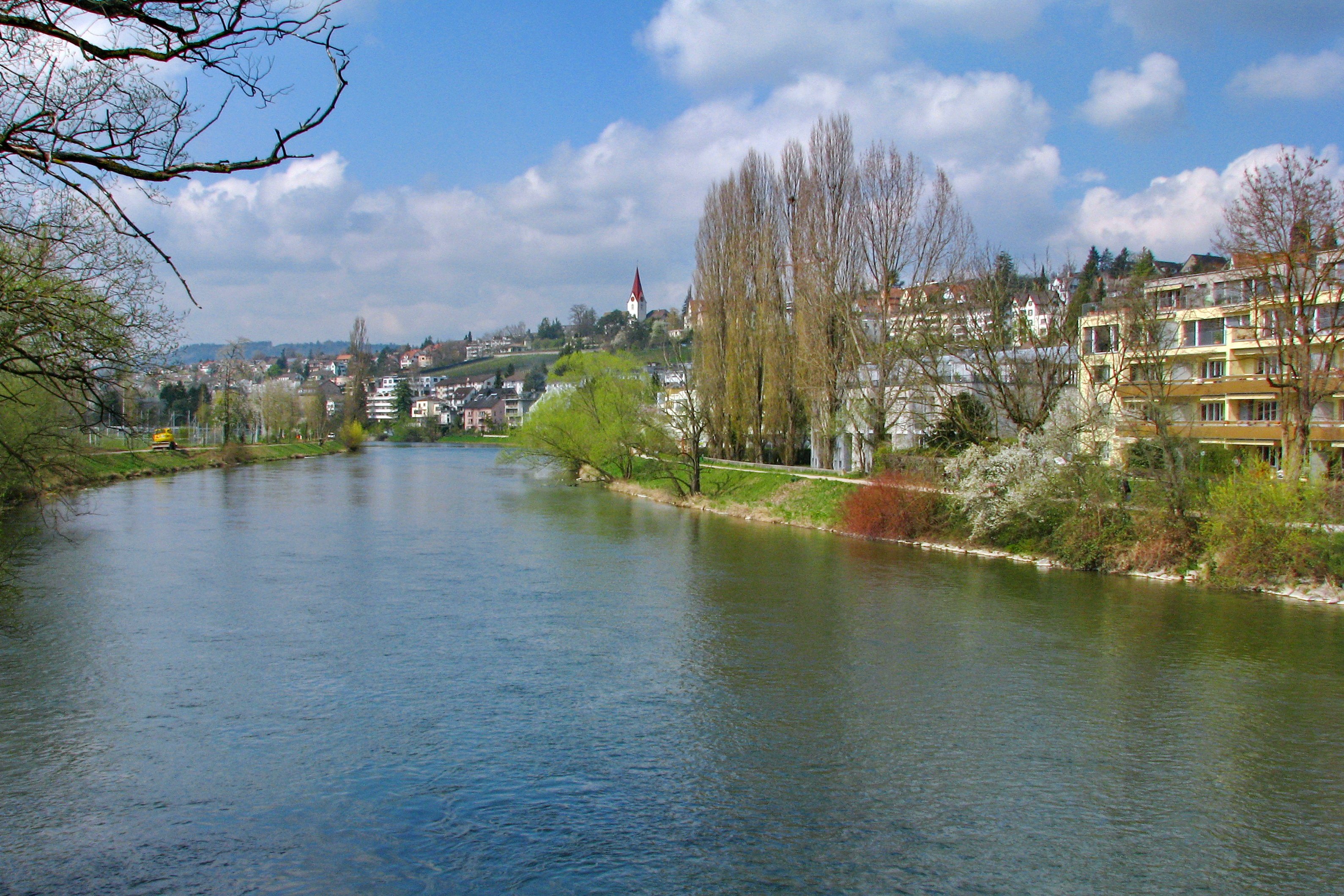
Die Limmat in Wipkingen, Höngg im Hintergrund

Auf dem Waidberg, hoch über dem Zentrum von Wipkingen, befindet sich das Stadtspital Waid – eines von zwei städtischen Spitälern in Zürich – welches für die Versorgung des Nordwestens der Stadt verantwortlich ist.
Das eigentliche Zentrum von Wipkingen erstreckt sich vom Wipkingerplatz am rechten Limmatufer (Letten) über die Röschibachstrasse hinauf zur Nordbrücke, wo sich der Bahnhof Wipkingen befindet. Der Bau der neuen Hardbrücke und der Ausbau selbiger zur provisorischen Westtangente (1982) teilen das Quartier seitdem in zwei Hälften.

### Verkehr

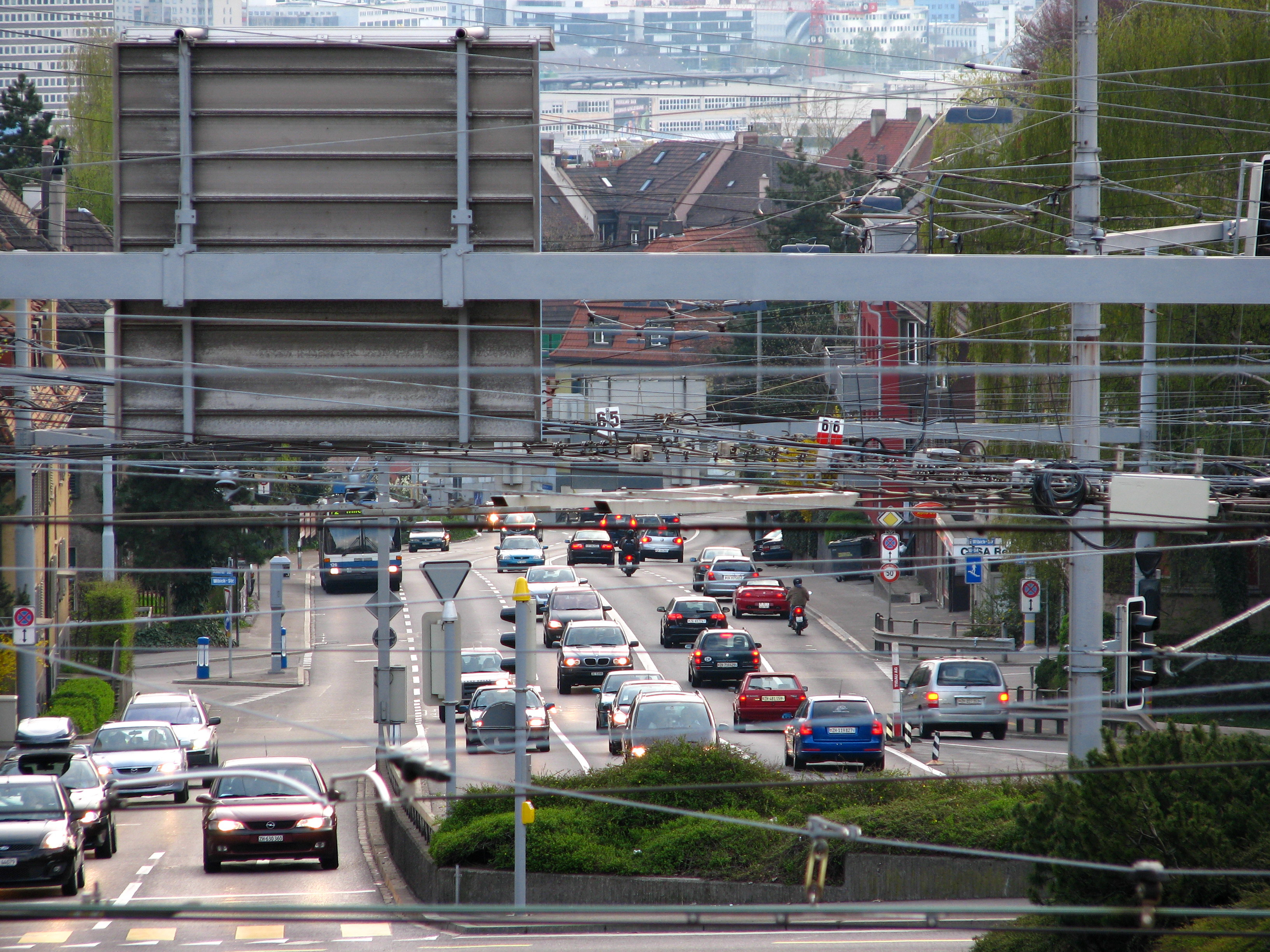
Bucheggstrasse, Ansicht vom Bucheggplatz vor der Spurreduktion talwärts im 2009

Heute tangiert die Tramlinie 13 das Quartier nur noch am südöstlichen Rand. Vor dem Bau der Hardbrücke führte die Tramlinie 4 vom Wipkingerplatz, welcher heute noch von der 13 bedient wird, durch die Röschibachstrasse zur Nordbrücke. Der Ast musste aufgegeben werden, da die vierspurige Hardbrücke den Raum einnimmt, wo der weite Gleisbogen in die Röschibachstrasse lag.
Die Haupterschliessung des Quartiers verrichten die Trolleybuslinien 33, 46 und 72, welche über die wichtigsten Strassenachsen (Rosengartenstrasse/Hardbrücke und Nordstrasse/Rotbuchstrasse) verkehren.

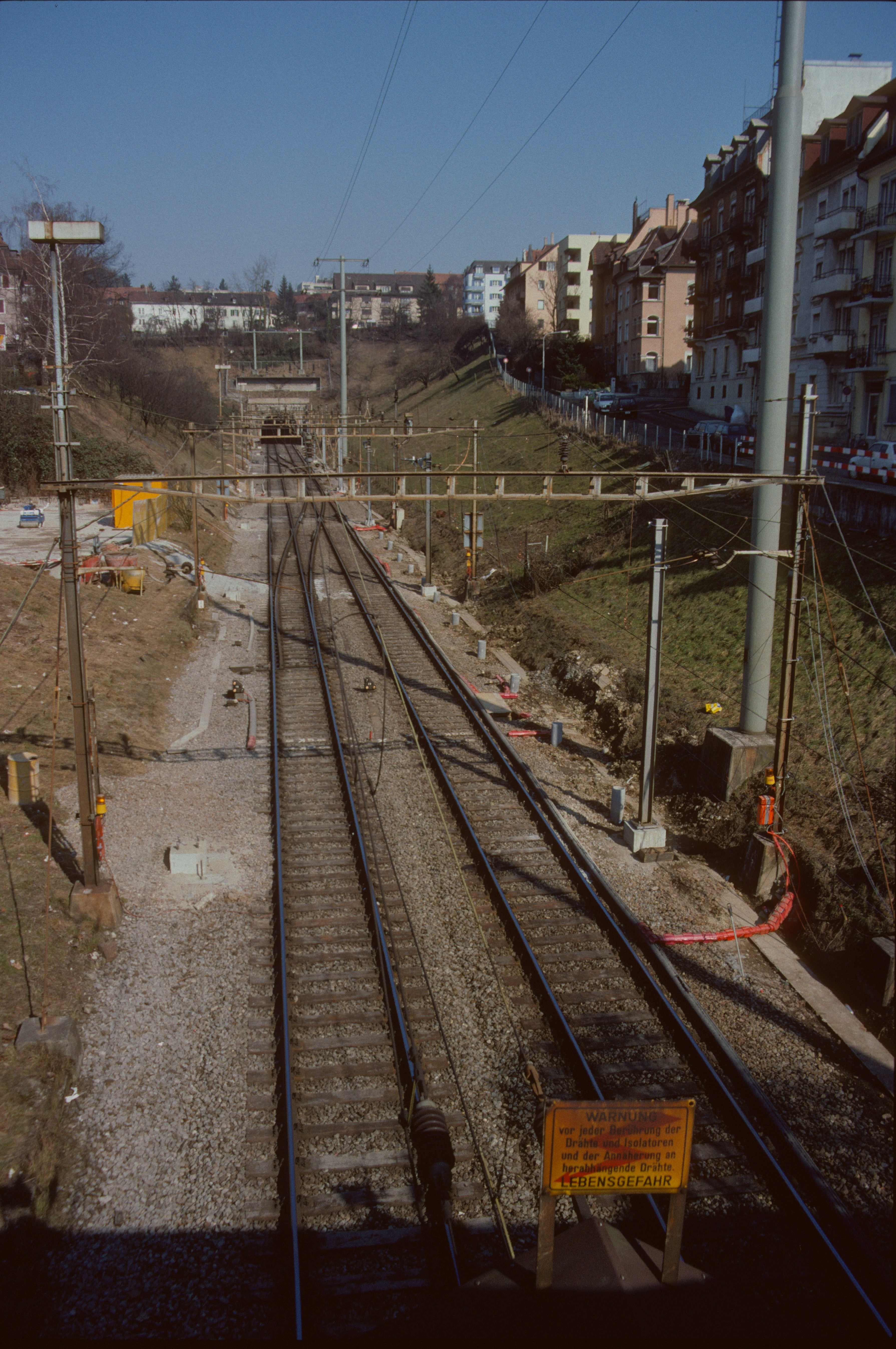
Bahneinschnitt Wipkingen bei Beginn der Bauarbeiten für die Überdeckung nach 143 Jahren Einschnitt

Das Quartier besitzt mit dem Bahnhof Wipkingen einen SBB-Haltepunkt an einer der ältesten Bahnlinien der Schweiz, der 1856 von der NOB eröffneten Bahnstrecke Zürich–Oerlikon (mit Fortsetzung nach Winterthur). Allerdings fuhren während der ersten 75 Jahre die Züge nur vorbei – der Bahnhof wurde erst im 1932 eröffnet. Der Bahnhof wird seit der Eröffnung des Weinbergtunnels nur noch von den Zügen der S24 der S-Bahn Zürich bedient. Bis 1989 verfügte Wipkingen mit dem Bahnhof Letten an der Grenze zu Unterstrass über einen zweiten Bahnhof, an der damaligen Bahnlinie Zürich–Stadelhofen–Rapperswil. Mit der Eröffnung des Hirschengrabentunnels wurde die Bahnlinie aufgehoben und der Bahnhof geschlossen; das Gebiet ist seither für Zürcher Verhältnisse vergleichsweise schlecht erschlossen.
Aufgrund der Hanglage Wipkingens verlaufen die Hauptachsen des Verkehrs in Ost-West-Richtung. Hoch ist das Verkehrsaufkommen darum auf den wenigen hangaufwärts führenden Hauptstrassen; dies sind die Achsen Kornhausbrücke-Rötelstrasse-Bucheggplatz am Ostrand des Quartiers sowie die sogenannte Westtangente über die Rosengartenstrasse, welche das Quartier (wie auch die Quartiere Unterstrass, Hard und Wiedikon) nach ihrem Ausbau im 1982 bis ins Jahr 2009 massiv belastete und das Quartier komplett teilt. Diese Westtangente verband als Provisorium die in die Stadt hineingebauten Autobahnäste A1L, A1H/A3 und A3W miteinander, weil eine Fehlplanung aus den Fünfzigerjahren eine Verknüpfung dreier Autobahnen mitten mit dem Zürcher Expressstrassen-Y in der Stadt vorgesehen hatte, das aber nur teilweise realisiert wurde. Bei der Eröffnung des Üetlibergtunnels und damit eines Autobahnrings um die Stadt wurden im 2009 die Spuren der Westtangente auch in Wipkingen reduziert, um den Durchgangsverkehr auf den Autobahnring zu zwingen.

## Kirchen
In Wipkingen gibt es folgende Kirchgemeinden, Kirchen und kirchliche Zentren:

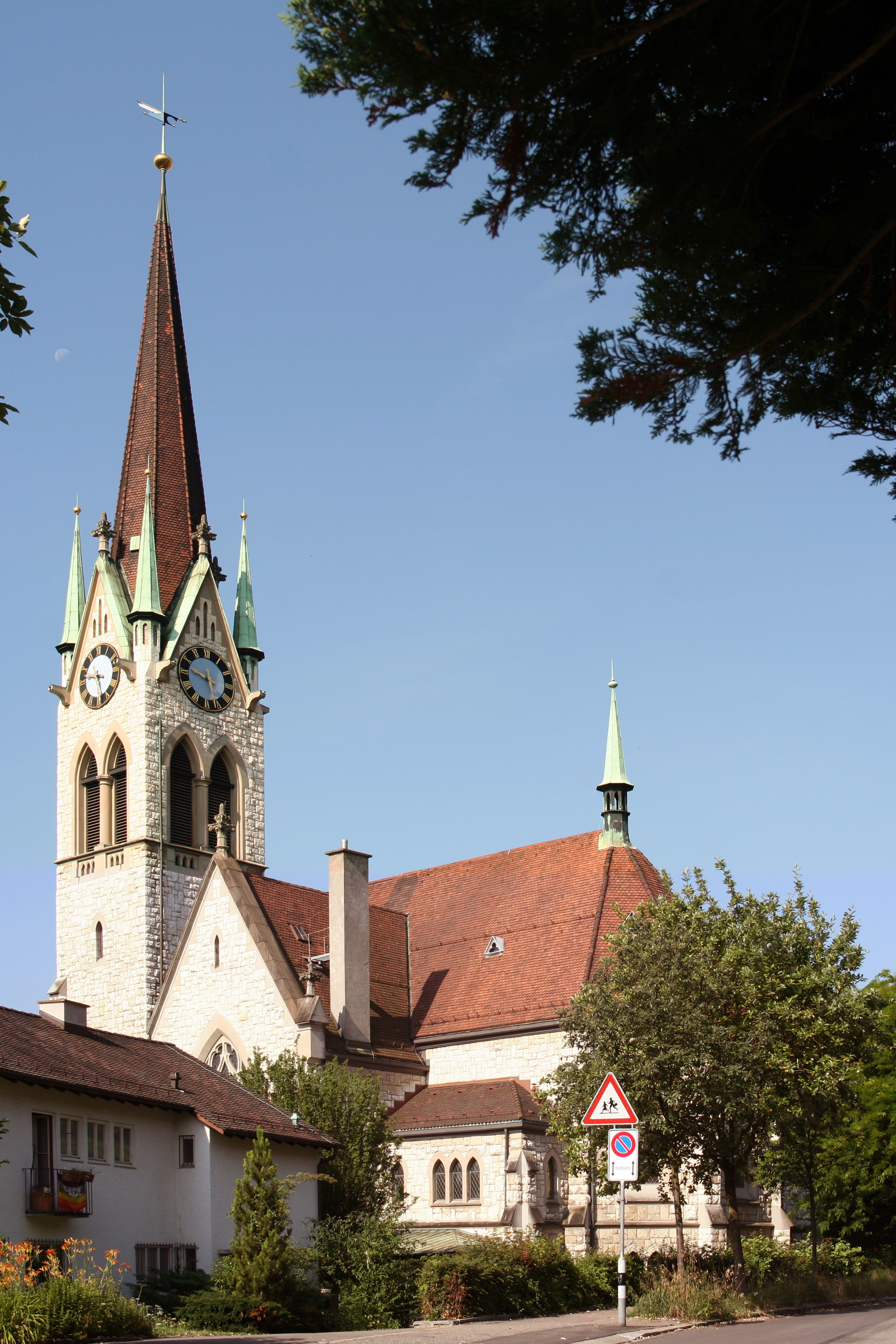
Die reformierte Kirche Wipkingen thront über der stark befahrenen Rosengartenstrasse

Die ehemalige evangelisch-reformierte Kirchgemeinde Wipkingen besass zwei Kirchen. Von der heutigen Kirchgemeinde Zürich wird nur noch die Kirche Letten genutzt; die Kirche Wipkingen wird derzeit für schulische Zwecke umgenutzt (Eröffnung 2026/27).
- Die Kirche Wipkingen steht an der Wibichstrasse in der Quartiersilhouette gut sichtbar. Sie wurde 1908–1909 von Jacques Kehrer und Charles Conrad erbaut und ersetzte die Vorgängerkirche, die dem wachsenden Verkehr der heutigen Rosengartenstrasse weichen musste.
- Im Wohnquartier Letten steht an der Imfeldstrasse die Kirche Letten, welche 1954–1955 Max Aeschlimann und Armin Baumgartner im Landi-Stil erbauten.
- Ebenfalls der reformierten Kirchgemeinde gehört das ehemalige Kirchgemeindehaus Wipkingen, welches 1930–1932 vom Architekturbüro Vogelsanger und Maurer erbaut wurde und als erstes Hochhaus der Stadt Zürich gilt. Seit Dezember 2008 befindet sich hier auch das Zentrum für Migrationskirchen. Eine Volksabstimmung, die 2024 stattfand, ermöglicht die Gesamterneuerung der Liegenschaft, die anschliessend als Haus der Diakonie genutzt werden soll.

Die römisch-katholische Kirche ist mit der Kirchgemeinde Guthirt im Quartier vertreten:
- Die Kirche Guthirt wurde in den Jahren 1922–1923 vom Architekten und späteren Stadtrat Anton Higi (1885–1951) erbaut und steht an der Guthirtstrasse 3. Der Glockenfachmann Stefan Mittl bezeichnete in der NZZ am 6. Juli 2007 das Geläut der Guthirt-Kirche in Wipkingen zusammen mit einer weiteren Kirche als seinen Favoriten unter den wohlklingendsten Geläuten im Kanton Zürich.

Die griechisch-orthodoxe Kirche hat ihre Zürcher Kirche in Wipkingen:
- Die Kirche Agios Dimitrios befindet sich im Wohnquartier Letten und steht an der Rousseaustrasse. Sie wurde in den Jahren 1983–1985 vom Architekten Marcel Ferrier erbaut und durfte aufgrund von Einsprachen äusserlich nicht dem traditionellen Bild einer orthodoxen Kirche entsprechen.

## Naherholungsgebiete
Die Stadt Zürich wertete das Areal am Limmatufer zwischen Wipkingerbrücke und Ampèrestrasse zu einem Stadtpark auf, der am 18. Juni 2004 offiziell als Kattunpark (von franz. coton = Baumwolle, in Anlehnung an das frühere Baumwollgewerbe im Quartier) eingeweiht wurde. Der von der Strassenbenennungskommission vorgeschlagene Name stiess bei der Bevölkerung jedoch auf Ablehnung, weshalb der Park seit dem 15. Dezember 2004 offiziell Wipkingerpark heisst. Er wird im Sommer rege benützt und erweitert das Gemeinschaftszentrum GZ.
Vom Waidberg lässt sich mit Ausnahme der Stadtkreise 11 und 12 die ganze Stadt in Richtung See und Berge überblicken.

## Persönlichkeiten
- Heinrich Studer (1815–1890), Unternehmer, Bankmanager und Politiker
- Salomon Rütschi-Bleuler (1817–1891), Seidenfabrikant, Lokalpolitiker, Gönner
- Alfred Rütschi (1868–1929), Seidenfabrikant, Kunstförderer